# 北桃花坪遗址
北桃花坪遗址，位于山东省淄博市沂源县张家坡镇，是中华人民共和国山东省文物保护单位之一。
2006年12月7日，授予山东省文物保护单位，是一座古遗址。